# Myrsine semiserrata
Myrsine semiserrata är en viveväxtart som beskrevs av Nathaniel Wallich. Myrsine semiserrata ingår i släktet Myrsine och familjen viveväxter. Inga underarter finns listade i Catalogue of Life.